# The Most Beautiful Moment in Life, Part 1
The Most Beautiful Moment in Life, Part 1 (hangul: 화양연화 pt.1) é o terceiro extended play do boy group sul-coreano, BTS. O EP foi lançado em 29 de abril de 2015. Foi lançado em duas versões e contém 9 faixas com a faixa, "I Need U" como single principal. Em junho, o BTS promoveu o single "Dope", outra faixa do álbum. Na Coreia do Sul, "The Most Beautiful Moment in Life, Part 1" foi o sexto álbum mais vendido de 2015.

## Preparações e lançamento
Em 17 de abril de 2015, um comeback de retorno animado retratando um menino jogando basquete em uma noite ventosa foi lançado no YouTube, apresentando o rap de Suga. Em 19 de abril de 2015, Big Hit Entertainment lançou o nome de seu álbum, bem como fotos teaser dos meninos na conta do Twitter oficial do BTS, antes do retorno do grupo. No dia 26, BTS lançou uma prévia de álbum, que confirmou que "I Need U" seria sua faixa-título. Quando o vídeo teaser da música foi lançado em 23 de abril, a hashtag "#INEEDU" ficou nos trending topics no Twitter.
Este é o primeiro álbum em que todos os membros participaram da produção, composição ou composição lírica das músicas. Apesar do nome do álbum expressar "o momento mais bonito da vida", a banda também queria expressar as ansiedades e inseguranças que os jovens podem enfrentar. Em resposta à duração do álbum de estúdio de "The Most Beautiful Moment in Life, Part 1", RM e Suga explicaram que o grupo pensa que cada álbum é um álbum completo, como os membros sempre querem "contar um monte de boas histórias".
Em uma entrevista para a Mnet, os membros do grupo mencionaram que passaram mais tempo trabalhando em "I Need U" do que qualquer outra faixa principal de álbuns passados: "Nós passamos três a quatro vezes mais trabalhando em "I Need U" em comparação com outras canções-título, há quatro versões diferentes com a mesma batida, é uma música que continua a ser editada constantemente, colocamos esse esforço e todos ficamos satisfeitos ".

## Promoções
BTS realizou suas performances de retorno no dia 30 de abril de 2015 no canal "Mnet",  "M Countdown" . O grupo continuou a promover em programas de música na MBC, SBS, ArirangTV e KBS, Apesar do fato de que "Fun Boys" e "Converse High" foram considerados impróprios para transmissão para o KBS e a última faixa do EP foi considerada imprópria pelo canal MBC. Eles ganharam dois prêmios de show de música no show da SBS, um prêmio no canal Show Champion, um no M Countdown, e ganharam mais um no Music Bank, ganhando no total 5 prêmios.

## Videoclipes
O vídeo musical de "I Need U" foi lançado em 29 de abril, apresentando os membros atuando em  várias cenas deprimentes ao invés de coreografia. Alcançou 1 milhão de visualizações em 16 horas. O vídeo da música foi cortado para preservar sua avaliação de 15+, mas em 10 de maio, a versão original foi liberada com uma avaliação de 19+. Em 23 de junho, a Big Hit Entertainment postou um vídeoclipe de "Dope" para as promoções de acompanhamento do grupo. No vídeo os membros estão caracterizados em diferentes ocupações e dançam a coreografia em um ritmo acelerado. O vídeoclipe recebeu 1 milhão de visualizações em menos de 15 horas.

## Desempenho comercial
O álbum estreou no número 2 no semanário da Coreia do Sul Gaon Albums Chart, embora tenha subido para o número 1 na semana seguinte. Ele também estreou no número 2 da Billboards e chegou a 6º no ranking da Billboard, Top Heatseekers. Singles do álbum também estrearam no World Digital Songs da Billboard, com "I Need U" classificado como o (número 4), seguido de "Dope" (número 11), "Hold Me Tight" (número 12), "Boyz With Fun" (número 13), "Converse High" (número 15) e "Outro: Love is not over" (número 25). Foi listado em junho pelo canal de TV Fuse como um dos "27 melhores álbuns de 2015 até agora". Foi o único álbum coreano a fazer isso. Em 11 de julho, "Dope" subiu para 3ªlugar nos gráficos da Billboard, apesar de ter sido lançado dois meses antes.
O álbum estreou no número 24 no semanário da Oricon e 45 em seus gráficos mensais.

## Recepção
Este álbum mostra o crescimento do BTS amadurecendo de meninos para sete homens. Os álbuns passados mostraram os sonhos, a felicidade e o amor abrigados por adolescentes em uma "série escolar em três partes". Depois de se formar desta série, o BTS está pisando um pé mais perto da "juventude". Ao desvendar suas histórias de juventude, seu espectro de musicalidade também se ampliou com a linha vocal juntando a linha rapper em composições de canções também. O álbum também foi nomeado pela Fuse como um dos "24 melhores álbuns de 2015 até agora". Eles afirmaram que "quando BTS atingiu a cena K-pop em 2013, eles eram um grupo de garotos com uma pegada de hip hop em que o som às vezes era muito agressivo e em outros momentos o som era muito fraco. Mas com o lançamento de The Most Beautiful Moment in Life, Pt. 1, os membros criaram o seu trabalho mais sólido até à data e o fizeram, encontrando um equilíbrio impressionante. A introdução do álbum abre com uma produção de sonho como o membro Suga dá em um estilo Eminem com o desempenho no rap, enquanto o Single "I Need U" abre com sintetizadores exuberantes e que também tem um coro explosivo.

## Variações
O mini-álbum foi lançado com duas versões: a versão rosa e a versão branca. Embora não houvesse mudanças na lista de faixas, a versão branca apresentava uma capa de álbum diferente, um design de disco e um livro de fotos. Se as duas capas do The Most Beautiful Moment in Life, Part 2 estavam alinhadas em cima das duas capas com o The Most Beautiful Moment In Life, Part 1, todas as quatro capas criam um Imagem cheia de pétalas de flores e borboletas.

## Lista de músicas
| Lista de faixas |                                                                                       |                                                               |                       |                       |         |  |
| N.º             | Título                                                                                | Letras                                                        | Música                | Arranjo               | Duração |  |
| 1.              | "Intro: 화양연화" (Intro: HwaYang YeonHwa / Intro: The Most Beautiful Moment in Life) | Slow Rabbit, Suga                                             | Slow Rabbit           | Slow Rabbit           | 2:03    |  |
| 2.              | "I Need U"                                                                            | Pdogg, Bang Si-hyuk , Rap Monster, Suga, J-Hope, Brother Su   | Pdogg                 | Pdogg                 | 3:31    |  |
| 3.              | "잡아줘" (Jabajwo / Hold Me Tight)                                                    | Slow Rabbit, Pdogg, V, Rap Monster, Suga, J-Hope              | Slow Rabbit,V         | Slow Rabbit           | 4:35    |  |
| 4.              | "Skit: Expectation!"                                                                  |                                                               | Pdogg, Bang Si-hyuk   |                       | 2:27    |  |
| 5.              | "쩔어" (Jjeoreo / Dope)                                                               | Pdogg, Bang Si-hyuk, Rap Monster, Suga, J-Hope                | Pdogg                 | Pdogg                 | 4:00    |  |
| 6.              | "흥탄소년단" (Heungtan-Sonyeondan / Boyz with Fun)                                    | Suga, Pdogg, Bang Si-hyuk, Rap Monster, J-Hope, Jin, Jimin, V | Suga, Pdogg           | Suga, Pdogg           | 4:04    |  |
| 7.              | "Converse High"                                                                       | Pdogg, Slow Rabbit, Rap Monster, Suga, J-Hope                 | Pdogg, Slow Rabbit    | Pdogg, Slow Rabbit    | 3:29    |  |
| 8.              | "이사" (Isa / Moving On)                                                              | Pdogg, Rap Monster, Suga, J-Hope                              | Pdogg                 | Pdogg                 | 4:52    |  |
| 9.              | "Outro: Love Is Not Over"                                                             | Jungkook, Slow Rabbit, Pdogg, Jin                             | Jungkook, Slow Rabbit | Jungkook, Slow Rabbit | 2:23    |  |
| Duração total:  | Duração total:                                                                        | Duração total:                                                | Duração total:        | Duração total:        | 31:30   |  |

## Gráficos
| South Korean Albums (Gaon)      | 1                         |
| US Billboard World Albums       | 2                         |
| US Billboard Top Heatseekers    | 6                         |
| US Billboard Independent Albums | 20                        |
| Japan Oricon Albums Chart       | 24                        |
| Edição japonesa                 |                           |
| Gráfico (2015)                  | Melhor posição no gráfico |
| Japan Oricon Albums Chart       | 9                         |

| Gráfico (2015)             | Melhor posição no gráfico |
| -------------------------- | ------------------------- |
| South Korean Albums (Gaon) | 2                         |
| Japan (Oricon)             | 45                        |

| Gráfico (2015)             | Melhor posição no gráfico |
| -------------------------- | ------------------------- |
| South Korean Albums (Gaon) | 6                         |

## Vendas e certificações
| Gráfico                  | Quantidade |
| ------------------------ | ---------- |
| Gaon physical sales      | 297,264+   |
| Oricon physical sales    | 12,061+    |
| Billboard physical sales | 2,000+     |

## Prêmios e indicações

### Cerimônias de premiação musical
| Ano  | Edição | Premiação               | Prêmio                  | Resultado | ref    |
| ---- | ------ | ----------------------- | ----------------------- | --------- | ------ |
| 2015 | 17ª    | Mnet Asian Music Awards | UnionPay — Álbum do Ano | Indicado  | [ 25 ] |
| 2016 | 30ª    | Golden Disc Awards      | Disco Bonsang           | Venceu    | [ 26 ] |
| 2016 | 25ª    | Seoul Music Awards      | Prêmio Bonsang          | Venceu    | [ 27 ] |

### Prêmios de programas de música
| Música     | Programa      | Data               |
| ---------- | ------------- | ------------------ |
| "I Need U" | The Show      | 5 de Maio de 2015  |
| "I Need U" | M! Countdown  | 7 Maio de 2015     |
| "I Need U" | Music Bank    | 8 de Maio de 2015  |
| "I Need U" | The Show      | 12 de Maio de 2015 |
| "I Need U" | Show Champion | 13 de Maio de 2015 |

## Histórico da versão
| Região        | Data                   | Formato              | Empresa            | Notas           |
| ------------- | ---------------------- | -------------------- | ------------------ | --------------- |
| Coreia do Sul | 29 de Abril de 2015    | CD\|Download digital | LOEN Entertainment | —               |
| Japão         | 2 de Maio de 2015      | CD                   | LOEN Entertainment | —               |
| Taiwan        | 2 de Junho de 2015     | CD                   | LOEN Entertainment | —               |
| Japão         | 16 de Setembro de 2015 | CD                   | Pony Canyon        | Edição Japonesa |